# Filippo Gagliardo
Filippo Gagliardo (Milano, 23 maggio 1978) è un ex cestista italiano.

## Carriera

### Club
Calabrese ma nato a Milano, Gagliardo è cresciuto nel vivaio della Fortitudo Bologna, dopo aver mosso i primi passi proprio in Calabria. Qui fa ritorno vincendo con la Dodaro Cosenza il campionato di Serie B2 1996-97, prima e unica volta per la società cosentina.
La sua prima consacrazione avviene a Teramo cogliendo un'altra promozione, stavolta in Legadue mentre nella Finale di Coppa Italia Teramo cede alla Maser Ozzano. Fa ritorno nella cittadina abruzzese due anni più tardi quando la squadra è approdata nella massima serie.
A 27 anni accetta la chiamata dell'ambiziosa Veroli Basket, la stagione 2005-06 si chiude al primo turno play-off mentre quella successiva termina con la promozione in Legadue della squadra condotta da coach Gramenzi. Un infortunio al tendine d'Achille aveva nel frattempo frenato la carriera del centro che tornerà ad alti livelli indossando i colori di Palestrina. Nel 2008-09 quarti di finale raggiunti, nel 2009-10 (totalizza 7,2 punti di media e con 4,5 rimbalzi catturati) solo sfiorati nell'ultima giornata in casa del Sant'Antimo, che diverrà proprio la nuova meta per il biennio successivo: in seguito a ripescaggio nell'estate del 2011 Gagliardo festeggia il nuovo approdo in Legadue.
A febbraio dell'anno successivo si trasferisce a Ferentino per aiutare il sodalizio ciociaro a vincere il campionato di Divisione Nazionale A riuscendo ancora a salire di categoria. La lascia per accettare la corte del Latina Basket ma riconquistandola con la maglia dei pontini al termine della stagione 2013-14, vincendo inoltre la Coppa Italia di Divisione Nazionale B.
La sua carriera vive infine di un importante triennio coinciso col ritorno a Palestrina, guidato da coach Gianluca Lulli Gagliardo è tra i grandi protagonisti in due semifinali play-off e una finale play-off 2016-17 persa col Cuore Napoli: al termine della gara-3 annuncia il suo ritiro dal basket giocato.

### Nazionale Militare
Nel novembre 2014 viene convocato dalla Nazionale Militare Italia per la partecipazione al Torneo Shape in Belgio.